# 士美菲路

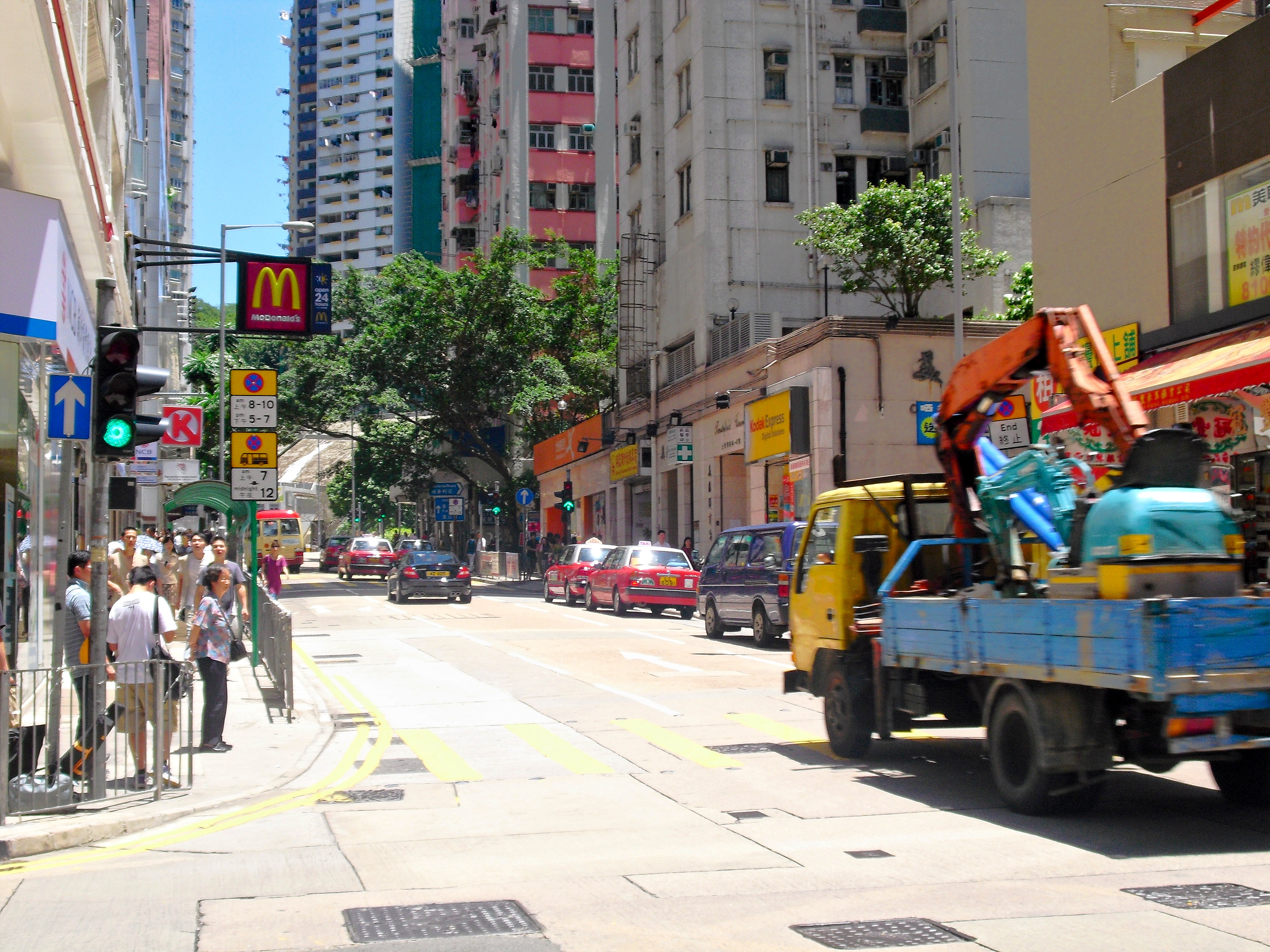
士美菲路與卑路乍街的交界

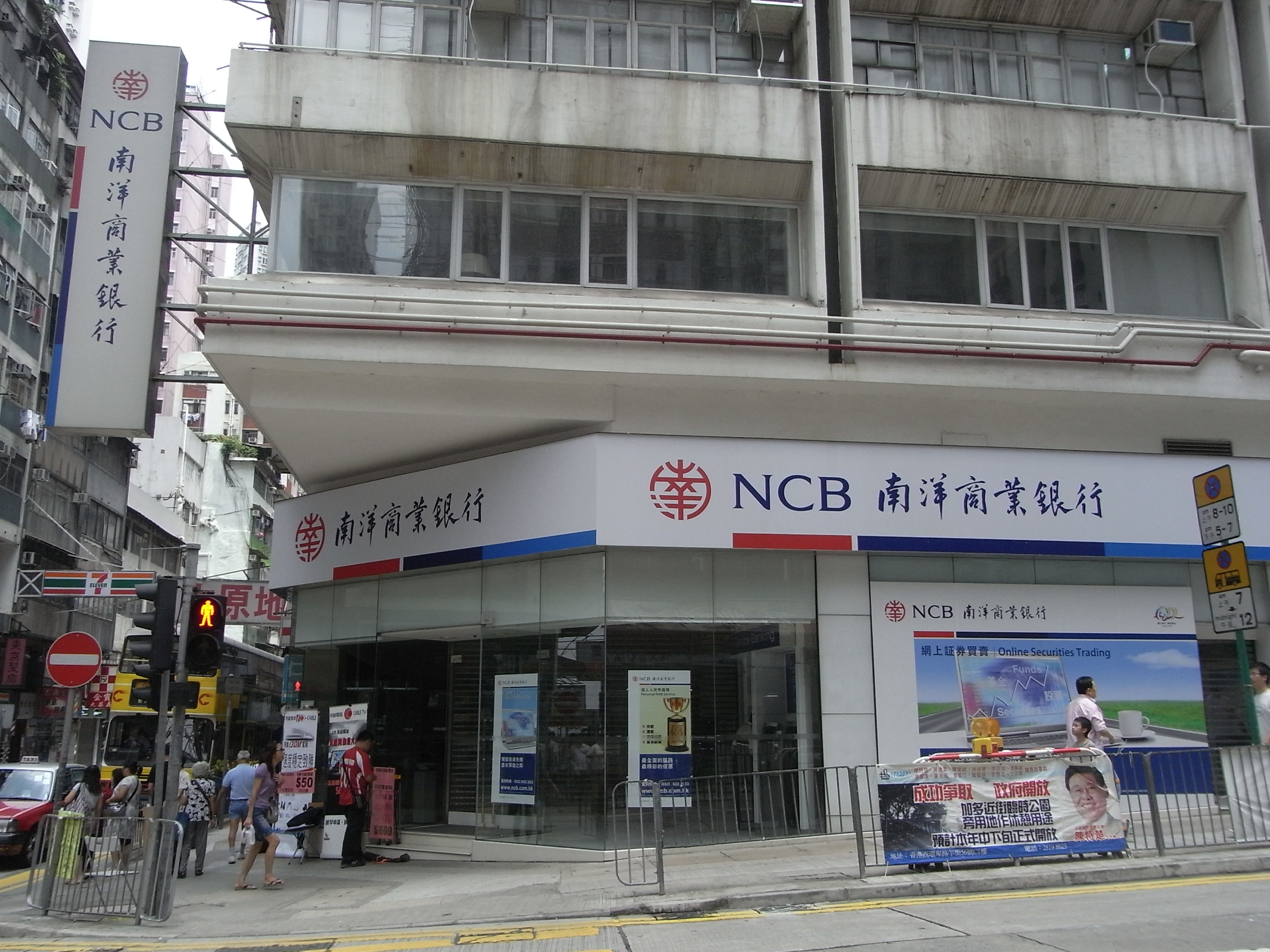
位於南生大廈地下的南洋商業銀行分行，座落於士美菲路與卑路乍街的交界附近

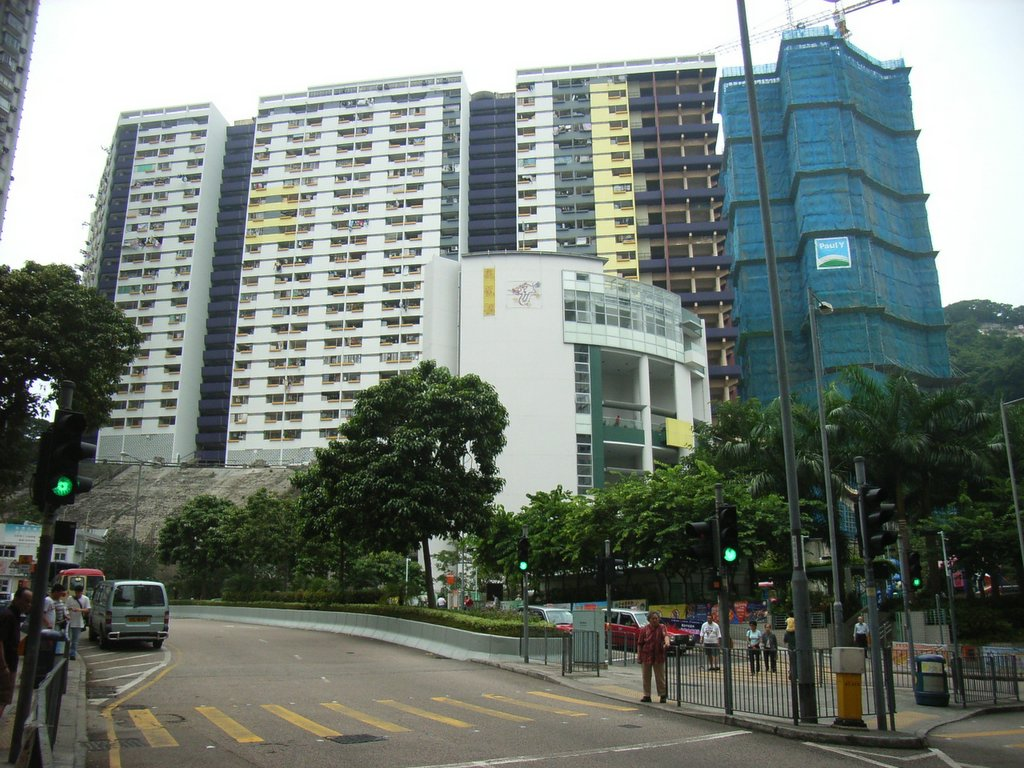
士美菲路的中南段，毗鄰望觀龍樓

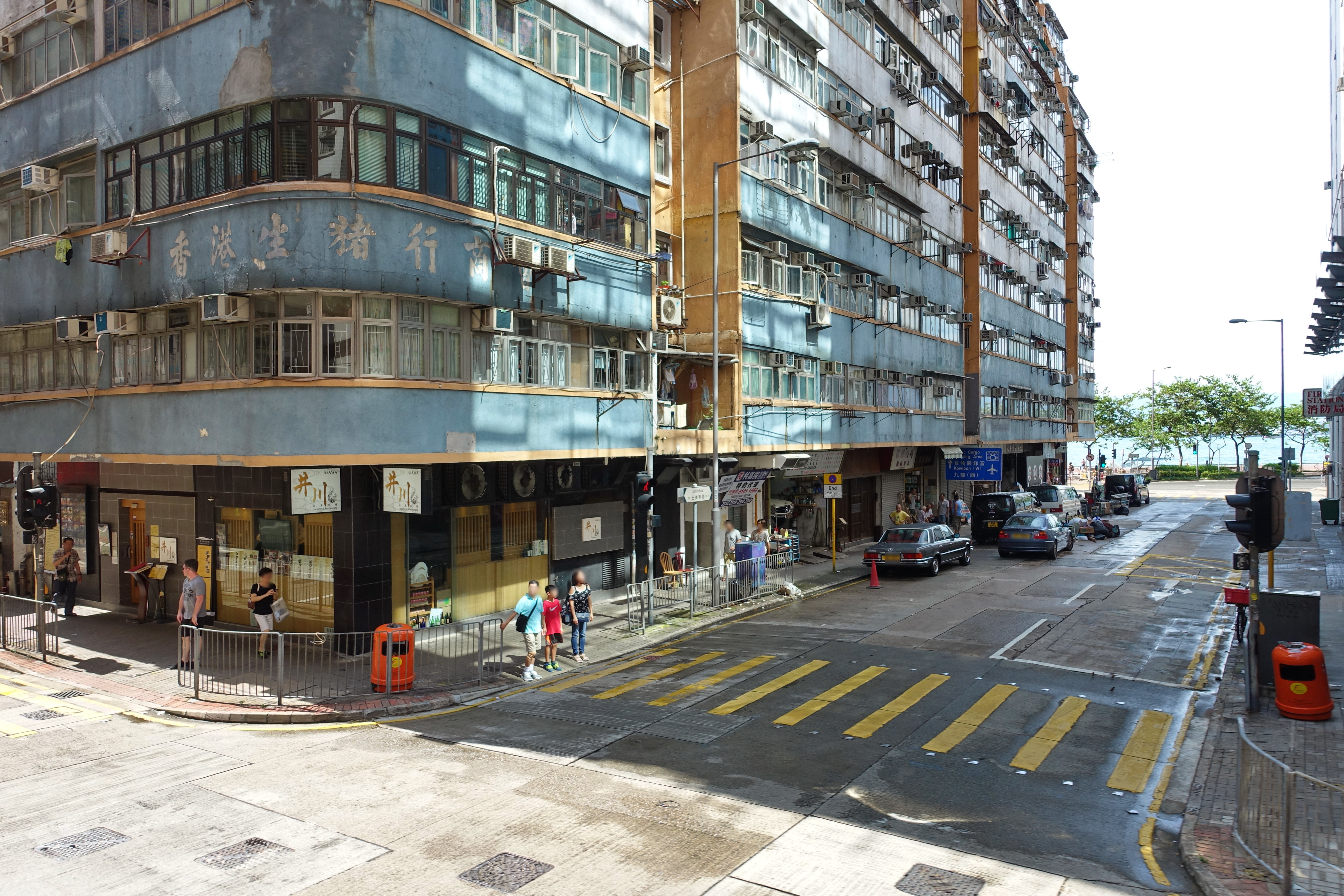
士美菲路與吉席街交界

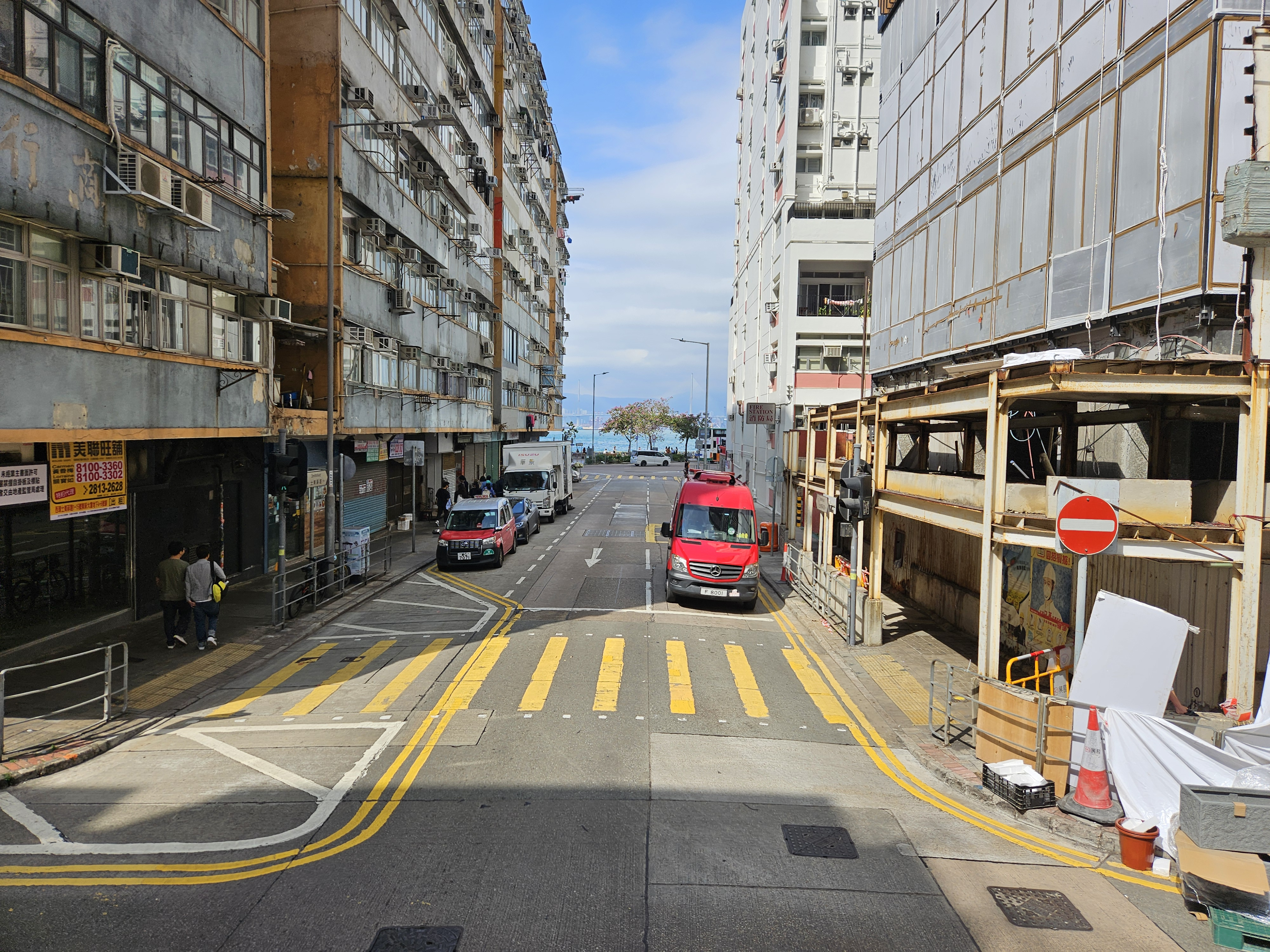
士美菲路近吉席街

士美菲路（英文名稱不帶後綴Road，前稱士美非路和士蔑非路街）是香港的一條道路，位於香港島中西區堅尼地城，連接山上的薄扶林道與摩星嶺道交界，以及山下的卑路乍灣堅彌地城新海旁，總長約1.3公里。其中吉席街及科士街之間的一段只限單程南行行車，其餘部分為南、北行雙程行車路。而龍華街與薄扶林道之間的南段擴建部分屬四線雙程車路，中間設有下通道（即小型行車隧道）穿越薄扶林道遊樂場地底。車速限制為50公里每小時。

## 位置
士美菲路由堅彌地城新海旁開始向南伸延，橫跨吉席街和卑路乍街，並與石山街西端、科士街東端及龍華街東端作T型交匯。終點則是位於薄扶林道與摩星嶺道的交界處。

## 道路名稱
該道路其英文名「Smithfield」是香港少數沒有英文後綴，以一個英文單字作為路名的道路，其他類似個案包括金鐘的金鐘道（Queensway）、荔枝角美孚新邨的百老匯街（Broadway）及中環的己連拿利（Glenealy）。若將士美菲路的「路」字視為道路後綴的話，己連拿利就是香港唯一同時沒有中文及英文後綴的道路。

### 街名來源
原街名「士美非路」是英語「Smithfield」的粵語譯音，當中「路」字為譯音的一部份，而不是「道路」的意思（類似的有銅鑼灣東的威非路道，Whitfield Road），而「Smithfield」指的是位於英國大倫敦倫敦市西北部的同名區域（台灣譯名為史密斯菲爾德），已有逾800年歷史，是市內的街市和鮮肉批發中心。該區最初牲畜安置站林立，這些牲畜通常先在該區暫時安置，然後會被屠宰及運往倫敦市內的肉類市場出售。出入該區的，大多來自在當地工作的草根階層如畜牧工人、肉類貿易商、附近市場食品商人等。倫敦士美菲路雖位於英格蘭地區，但自1305年威廉·華萊士在這裡被處決後，便成為了蘇格蘭愛國主義的象徵之一。此外，在一些著名文學作品裡也有提及倫敦士美菲路，包括查爾斯·狄更斯的《苦海孤雛》和馬克·吐溫的《乞丐王子》。而香港的士美菲路也曾經設有牛房等牲畜站，專門安置各類牲畜，而兩地的牲畜站也同樣在後期停止運作，並被重建成市場，之後兩地又重建為中產階級住宅區至今。

### 名稱更改
受到中文街名「士美非路」影響，該區居民往往誤以為「路」字作為此街道的中文後綴，將士美非路英文街名誤寫為「Smithfield Road」；另可能因為「非」有負面意思，人們經常把中文名稱的「非」寫成「菲」。2007年2月2日，地政總署公告欲將道路中英文名稱改為「士美菲路」（Smithfield Road），其後大學教授、區議員及市民以英文單字路名的獨特性、及當地與倫敦士美菲路區有相似歷史發展為由反對更改英文街名，並認為更改英文街名會破壞集體回憶。地政總署於是放棄更改英文街名，同年10月18日公告只擬更改中文名稱。12月14日，地政總署正式刊登憲報，把道路中文名稱正式改為「士美菲路」，但保留原有英文名稱。

## 歷史
過去士美菲路曾有牛房、臨時市場和煤氣鼓和東華義莊，現已清拆，原址建成私人住宅區及市政大廈等設施。

### 牛房
在堅尼地城發展初期，曾於今日石山街及蒲飛徑設有牛房、檢疫場所及屠房以收容及屠宰牲畜，而堅尼地城的海旁更設有碼頭供船隻卸下牠們。附近的市場也林立，而堅尼地城屠場也早於1894年經已啟用，士美非路因此而得名。這些市場在後期遭重建成科士街臨時遊樂場和北街紅色小巴總站。
士美非路一帶，多由在牛房工作的工人、附近市場商人、以及在堅尼地城碼頭的運貨工人等人士出入。曾於香港成長的英國小說家馬丁·布斯（1944年－2004年）於臨終前寫下其自傳《「鬼佬」：在香港的童年回憶》（Gweilo: Memories of a Hong Kong Childhood），書中內容也提到：
「我聽到來自堅尼地城屠場的一隻牛在喊叫，之後突然中止了，這讓到我提心吊膽。」
隨著填海工程的發展，士美非路不斷向北延長至現今的堅彌地城新海旁，有關路段兩旁皆興建了住宅樓宇。因此，繼續將牛房等設施設於士美非路已被認為不合時宜。1961年，政府決定在加多近街以西填海以興建新屠房，並於1968年將堅尼地城屠場遷入該處。舊屠房的位置原本被計劃保留下來，等待至牛房關閉才作整體重建，後來卻應市民的要求提早於1974年重建成堅尼地城游泳池。而牛房一直繼續運作直至1986年才關閉及拆卸，原址後來建成市政局士美非路市政大廈。

### 防空隧道
在1941年香港保衞戰期間，士美非路成為九號防空隧道的所在處。

### 煤氣鼓
1934年5月14日，位於石塘咀市政大廈現址的煤氣總局煤氣鼓發生爆炸，共造成42人死亡及46人受傷，香港中華煤氣公司於是在1936年購得位於士美非路上段牛房以南的土地，並將煤氣鼓搬遷至該處。該煤氣鼓於1980年代遭拆卸，由煤氣公司大股東恒基兆業地產重建成私人屋苑嘉輝花園。

### 市政大廈
士美非路市政大廈於1996年12月6日落成，當時的名稱為「市政局士美非路市政大廈」（The Urban Council Smithfield Complex），附設街市及熟食中心、公共圖書館、體育館等設施。而位於士美非路街市內的商販們在遷入前曾經分散在堅尼地城不同地方營業，包括士美非路臨時街市、和曾經是非法小販黑點的士美非路與卑路乍街交匯處。

### 道路伸延
在1998年之前，士美非路的南端是一條死路，道路原本終點位處於龍華街東端以南的一段斜路，附近有華輝大廈、美華大廈和士美菲園等住宅。實際上，據地政總署提供的資料，位於士美菲園／觀龍樓後山、昭遠墳場附近的何東家族物業「何莊」，其門牌號碼為「士美非路40號A」，所以在「技術上」，這裡被視為是士美非路南端的終點。
後來路政署委託承建商於1995年2月開始進行伸延工程及其他有關道路工程，並在士美非路以南興建一條道路連接士美菲路及摩星嶺道／薄扶林道交匯處。工程於1998年1月完工，落成後該段道路並未獲正式命名，直到2007年12月14日道路更名同時才被正式視為士美菲路的一部份，摩星嶺道／薄扶林道交匯處便成為了新的南端終點，而原本龍華街東端以南的士美菲路則保留至今。

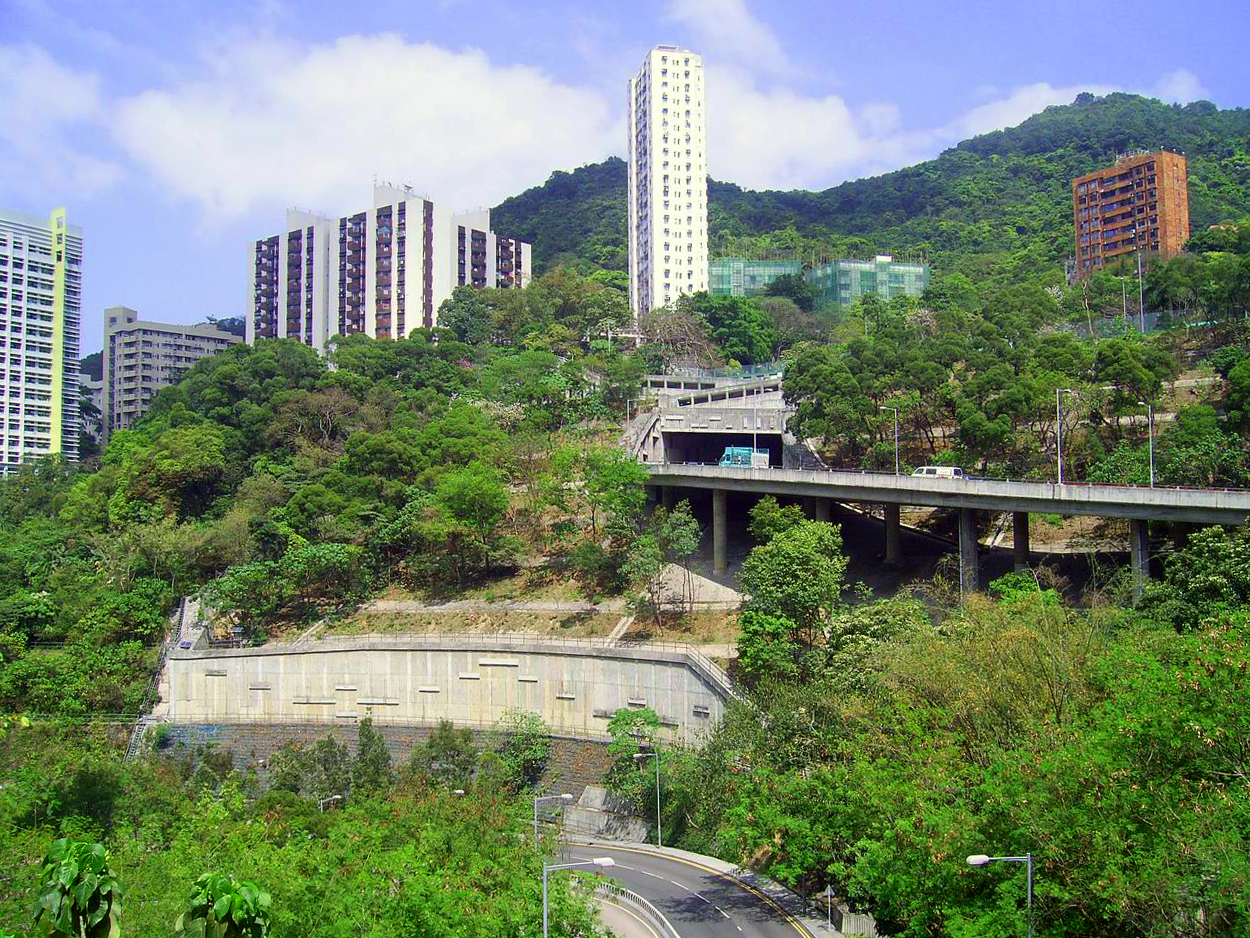
士美菲路南段擴建部分

### 東華義莊
曾建於士美菲路牛房附近。因此亦稱牛房義莊。由於時移世易問題。也因此後來搬到大口環附近。

## 交通
目前城巴43M線往石塘咀途經一段士美菲路，該路線由吉席街轉入士美菲路，於科士街轉右離開。另外，專綫小巴12線（來往觀龍樓及西營盤）、13線（來往加惠民道及西營盤）也途經士美菲路。但曾經有段小插曲，2005年時城巴開辦南區的機場巴士路線A10時，曾有中西區區議員建議行走士美菲路來往薄扶林道，但因為當初運輸署雖然建議A10由單層巴士行走，仍會間中輔以雙層巴士行走，故此A10遵從最初建議，行走摩星嶺道。
士美菲路的交通曾經於1990年代被評為「整天也極之繁重」（extremely heavy throughout the day），所以後來建成的士美非路市政大廈的車輛入口改設在石山街。目前，位於舊堅尼地城游泳池和科士街臨時遊樂場下的港島綫堅尼地城站已啟用，並在士美菲路設立出口。市民可以直接乘搭港鐵經港島綫前往該區。 

## 沿路著名地點
- 士美非路市政大廈：位於士美菲路12號K，附設街市及熟食中心[34][35][36]、公共圖書館及自修室[25][37]、體育館[38]等設施。通往街市的入口和通往圖書館及體育館的入口分別設於不同的地方。[23]注意其名稱中的「士美非路」不同於現今的「士美菲路」街名。
- 港鐵港島綫堅尼地城站
- 觀龍樓：香港房屋協會早期興建的公共屋邨之一，建於1968年。
- 堅尼地城消防局：位於士美菲路北端與堅彌地城新海旁交界附近。
- 科士街臨時遊樂場：位於士美菲路與科士街交界附近。
- 舊堅尼地城游泳池：位於士美菲路12號N，[39][40][41]於1974年落成開幕。因應堅尼地城站之建造工程，泳池已於2010年關閉及清拆。[42][43]

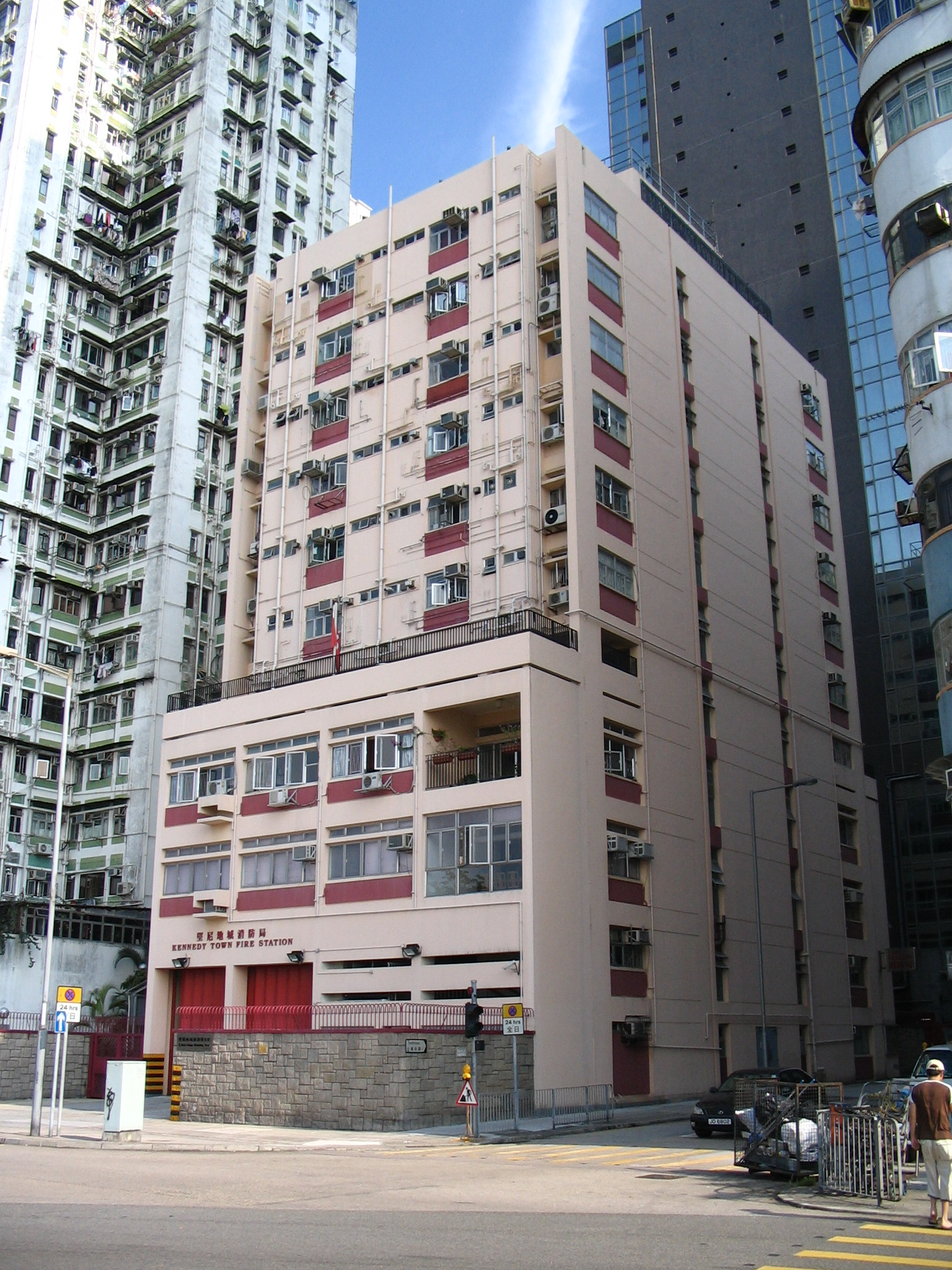
堅尼地城消防局
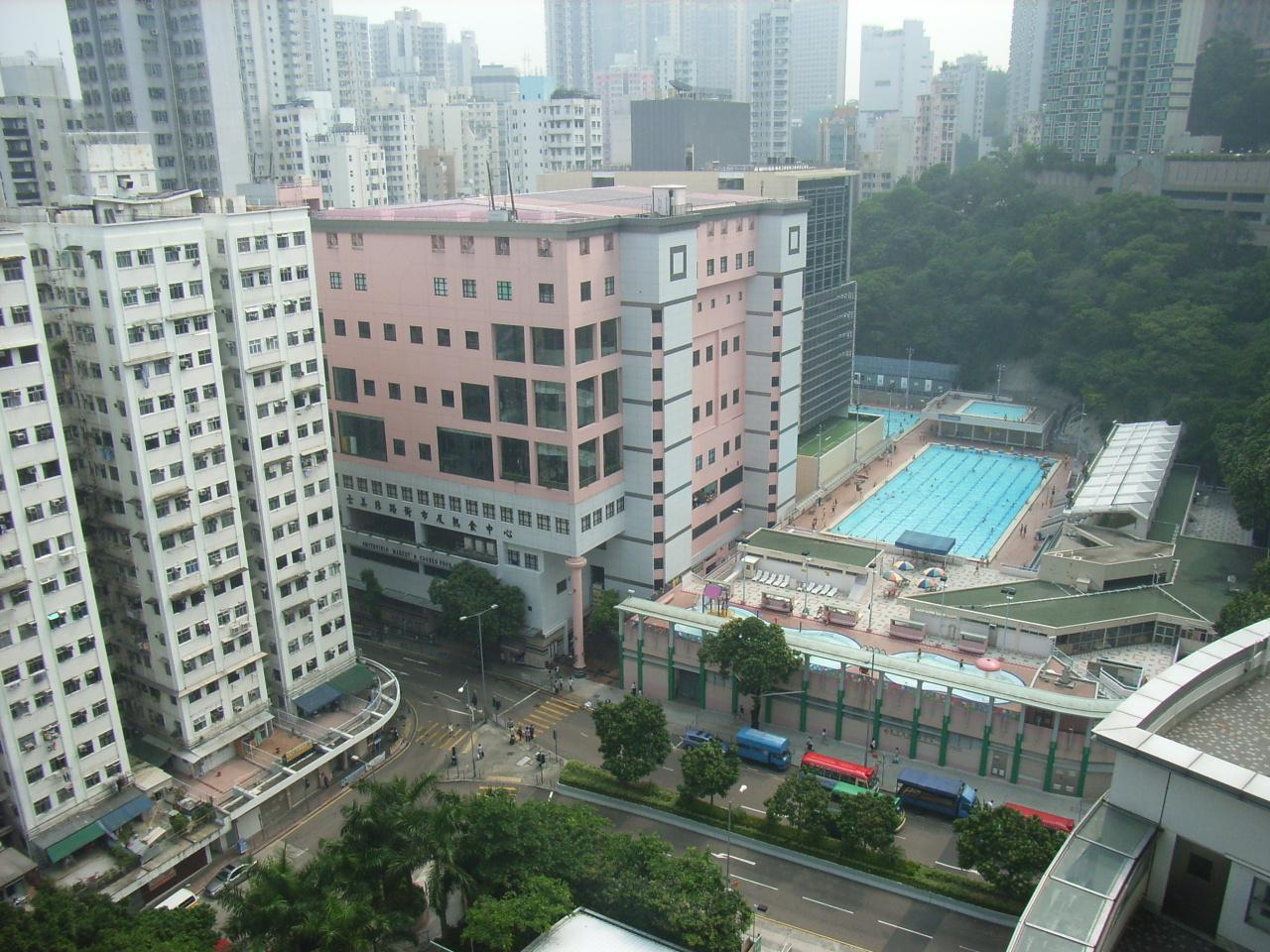
士美非路市政大廈和舊游泳池
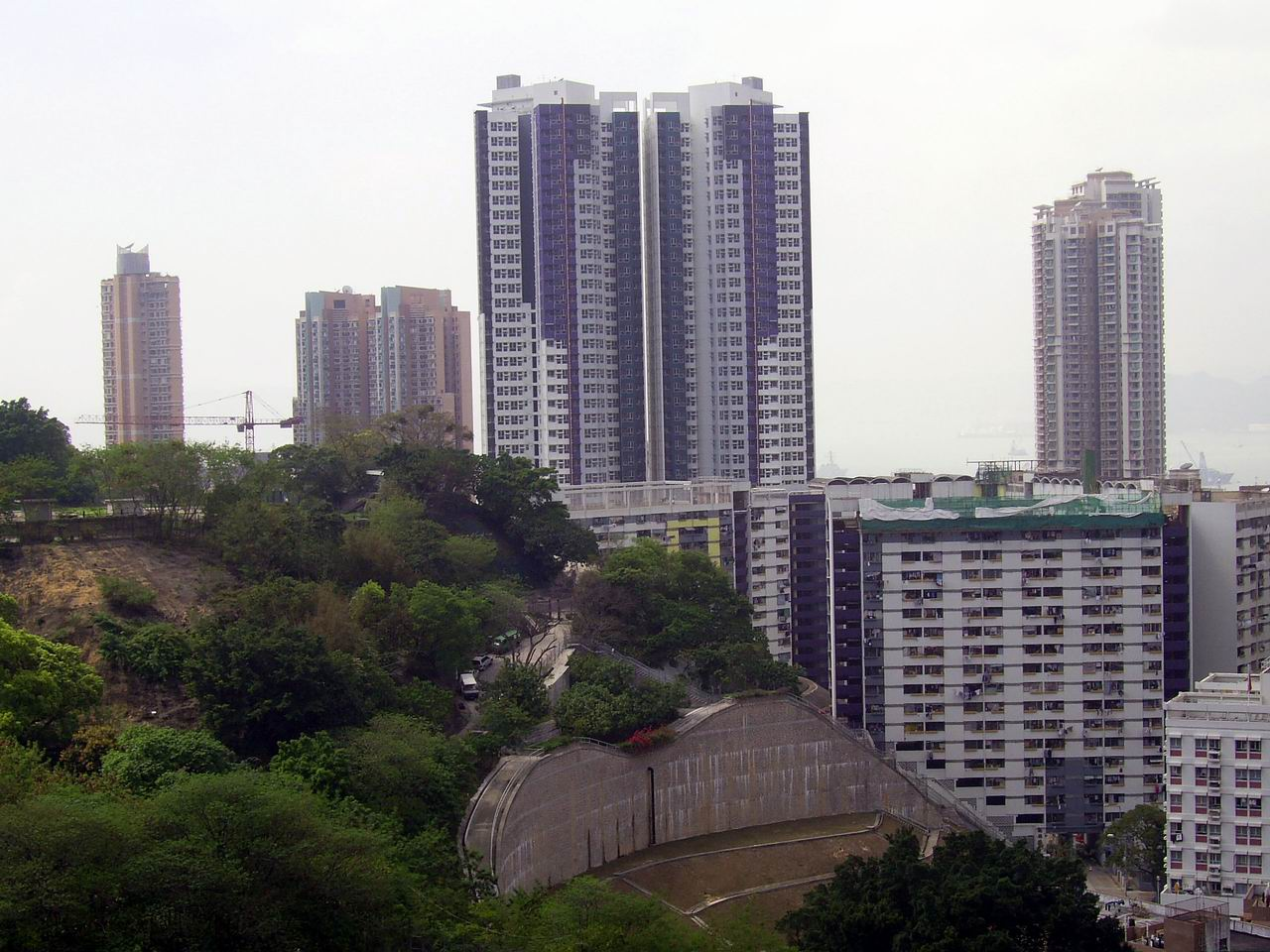
觀龍樓

## 交匯道路
- 薄扶林道
- 摩星嶺道
- 龍華街
- 蒲飛路
- 科士街
- 石山街
- 卑路乍街
- 厚和街
- 吉席街
- 堅彌地城新海旁
- 城西道

## 外部連結
- 香港規劃師學會：士美菲路解碼圖 （页面存档备份，存于）

22°16′50″N 114°07′47″E / 22.2806°N 114.1297°E